# Herbert Nesselhauf

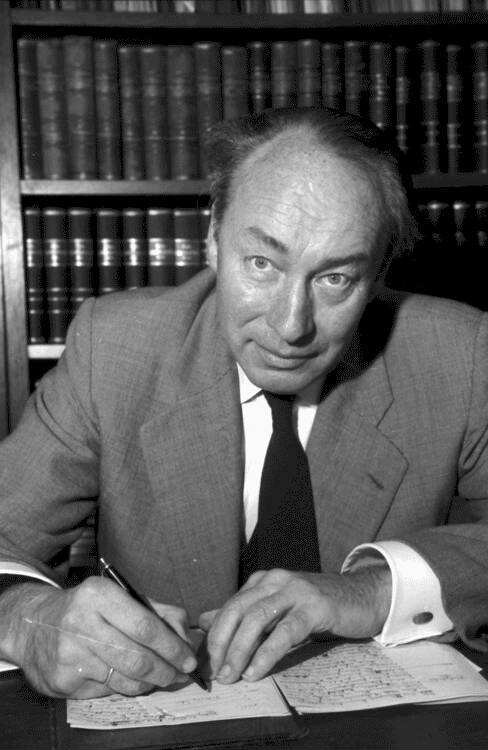
Herbert Nesselhauf (1964)

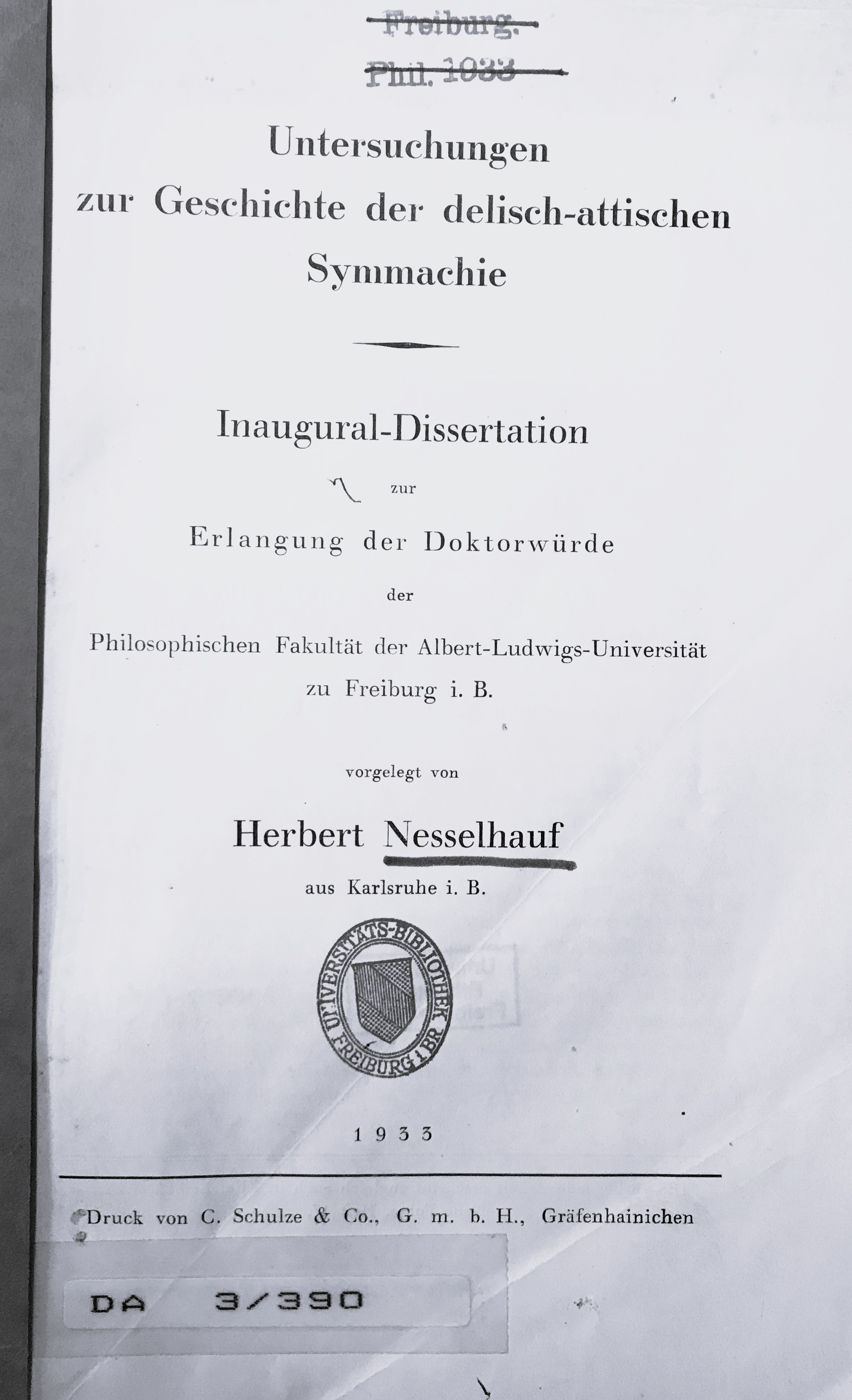
Titelblatt der Freiburger Dissertationsschrift von 1933

Herbert Adolf Josef Nesselhauf (* 26. Mai 1909 in Karlsruhe; † 2. Januar 1995 in Essen) war ein deutscher Althistoriker. Er war ein führender Kenner der lateinischen Epigraphik und der römisch-germanischen Auseinandersetzung.

## Leben und Wirken
Herbert Nesselhauf wurde als Sohn des Oberregierungsbaurats Rudolf Nesselhauf (1877–1957) und dessen Frau Paula, geborene Thomas (1881–1946), in Karlsruhe geboren. Er besuchte das Humanistische Gymnasium in Karlsruhe, an dem er Ostern 1928 das Abitur ablegte. Anschließend studierte Nesselhauf Geschichte und Klassische Philologie an den Universitäten Freiburg und Berlin. Zu seinen wichtigsten akademischen Lehrern gehörten Wolfgang Aly, Eduard Fraenkel, Otto Immisch, Walther Kolbe, Rudolf Pfeiffer, Wolfgang Schadewaldt und Fritz Taeger. 1933 wurde er in Freiburg bei Walther Kolbe mit der Arbeit Untersuchungen zur Geschichte der delisch-attischen Symmachie promoviert (Zweitgutachter war Wolfgang Schadewaldt). Anschließend war er Mitarbeiter beim Corpus Inscriptionum Latinarum und legte 1936 einen Band mit römischen Militärdiplomen vor. Früh kam er mit den Nationalsozialisten in Konflikt, die ihm zunächst ein Habilitationsverbot auferlegten. 1937 habilitierte er sich mit Unterstützung von Lothar Wickert dennoch mit der Arbeit Die spätrömische Verwaltung der gallisch-germanischen Länder an der Universität Königsberg.
Im Jahr 1939 war er wissenschaftlicher Beamter und Professor bei der Akademie in Berlin. Nesselhauf wurde 1942 als Nachfolger des im Krieg gefallenen Paul L. Strack auf die Professur für Alte Geschichte an der Universität Kiel berufen, konnte dem Ruf aber kriegsbedingt erst 1946 folgen: Als Soldat war er 1943 schwer verwundet worden. Auch nach Antritt seines Postens in Kiel war seine Arbeit durch die kriegsbedingte Behinderung stark beeinträchtigt. Bereits 1948 wechselte er nach Freiburg, wo er sich unter anderem für den Erwerb von Heinrich Wefels' nachmaliger Münzsammlung der Universität Freiburg verdient machte.
Ab 1966 schließlich lehrte er an der neu gegründeten Universität Konstanz. Von 1968 bis 1974 war Nesselhauf Vizepräsident der Deutschen Forschungsgemeinschaft. Kurzzeitig gehörte er dem Vorstand des Vereins für Geschichte des Bodensees und seiner Umgebung an. Im Jahr 1975 wurde er in Konstanz emeritiert, sein Nachfolger wurde Wolfgang Schuller. Bedeutende akademische Schüler Nesselhaufs sind unter anderen Jochen Martin, Rainer Wiegels und Dieter Timpe.
Nesselhaufs Forschungsschwerpunkte waren der Delisch-Attische Seebund, die Mitarbeit am Corpus Inscriptionum Latinarum (CIL) und die späte römische Kaiserzeit, speziell der Bereich der römisch-germanischen Beziehungen. Er legte 1936 im Rahmen des CIL-Projektes einen Band mit den römischen Militärdiplomen vor. Er war Mitglied der Deutschen Akademie der Wissenschaften zu Berlin (seit 1960) und der Heidelberger Akademie der Wissenschaften (seit 1964). In Freiburg betrieb er erfolgreich die Einrichtung eines zweiten althistorischen Lehrstuhls sowie einer Abteilung für Provinzialrömische Archäologie.
Nesselhauf heiratet 1936 in Karlsruhe Thildis Coerrens (1912–1969), eine Tochter des Berliner Kriegsgerichtsrats Martin Coerrens (1868–1919) und dessen Frau Mathildis, geborene Marchand (1883–1969). Er hatte zwei Söhne und zwei Töchter.

## Schriften (Auswahl)
- Untersuchungen zur Geschichte der delisch-attischen Symmachie. Schulze, Gräfenhainichen 1933 (Zugl.: Freiburg (Breisgau), Univ., Diss., 1933).
- Diplomata militaria ex constitutionibus imperatorum de civitate et conubio militum veteranorumque expressa (= Corpus Inscriptionum Latinarum. Band 16). De Gruyter, Berlin 1936 (Digitalisat).
- Die spätrömische Verwaltung der gallisch-germanischen Länder. Verlag der Akademie der Wissenschaften, Berlin 1938 (Zugl.: Königsberg, Univ., Habil.-Schr., 1937).
- Untersuchungen zur Geschichte der delisch-attischen Symmachie. Scientia Verlag, Aalen 1963.
- Der Ursprung des Problems „Staat und Kirche“. Universitätsverlag, Konstanz 1975, ISBN 3-87940-037-7.